# Mad Buddies
Mad Buddies é um filme sul-africano do gênero comédia dirigido por Gray Hofmeyr e lançado em 2012.